# Intryga rodzinna
Intryga rodzinna (ang. Family Plot) – amerykańska komedia kryminalna z 1976, zrealizowana na podstawie powieści The Rainbird Pattern Victora Canninga. Ostatni film w reżyserskiej karierze Alfreda Hitchcocka.

## Fabuła
Starsza kobieta, Julia Rainbird (Cathleen Nesbitt), postanawia znaleźć swojego siostrzeńca, aby przekazać mu w spadku swój majątek. Do poszukiwań wynajmuje wróżkę, Blanche Tyler (Barbara Harris), której obiecuje wysokie wynagrodzenie, lecz nie wie, że Blanche jest oszustką.

## Obsada
- Barbara Harris – Blanche Tyler
- Karen Black – Fran
- Bruce Dern – George Lumley
- William Devane – Arthur Adamson
- Ed Lauter – Joe Maloney
- Cathleen Nesbitt – Julia Rainbird